# Copiapoa serpentisulcata
Copiapoa serpentisulcata es una especie de planta suculenta perteneciente al género Copiapoa, dentro de la familia Cactaceae. Es endémica del norte de Chile (concretamente desde el suroeste de la región de Antofagasta hasta el noroeste del desierto de Atacama).

## Descripción
Copiapoa serpentisulcata es una especie de cactus de cuerpo solitario o vigorosamente ramificado, que eventualmente puede formar montículos de hasta 60 cm de altura y 1 m de diámetro. Sus tallos individuales son aplanados y globulares, con la epidermis de color verde grisácea que se torna a marrón rojiza a pleno sol. Miden de 6 a 10 cm de diámetro y presentan el ápice aplanado y recubierto de fieltro amarillento densamente espinoso. Tienen una raíz engrosada, corta y cónica. 

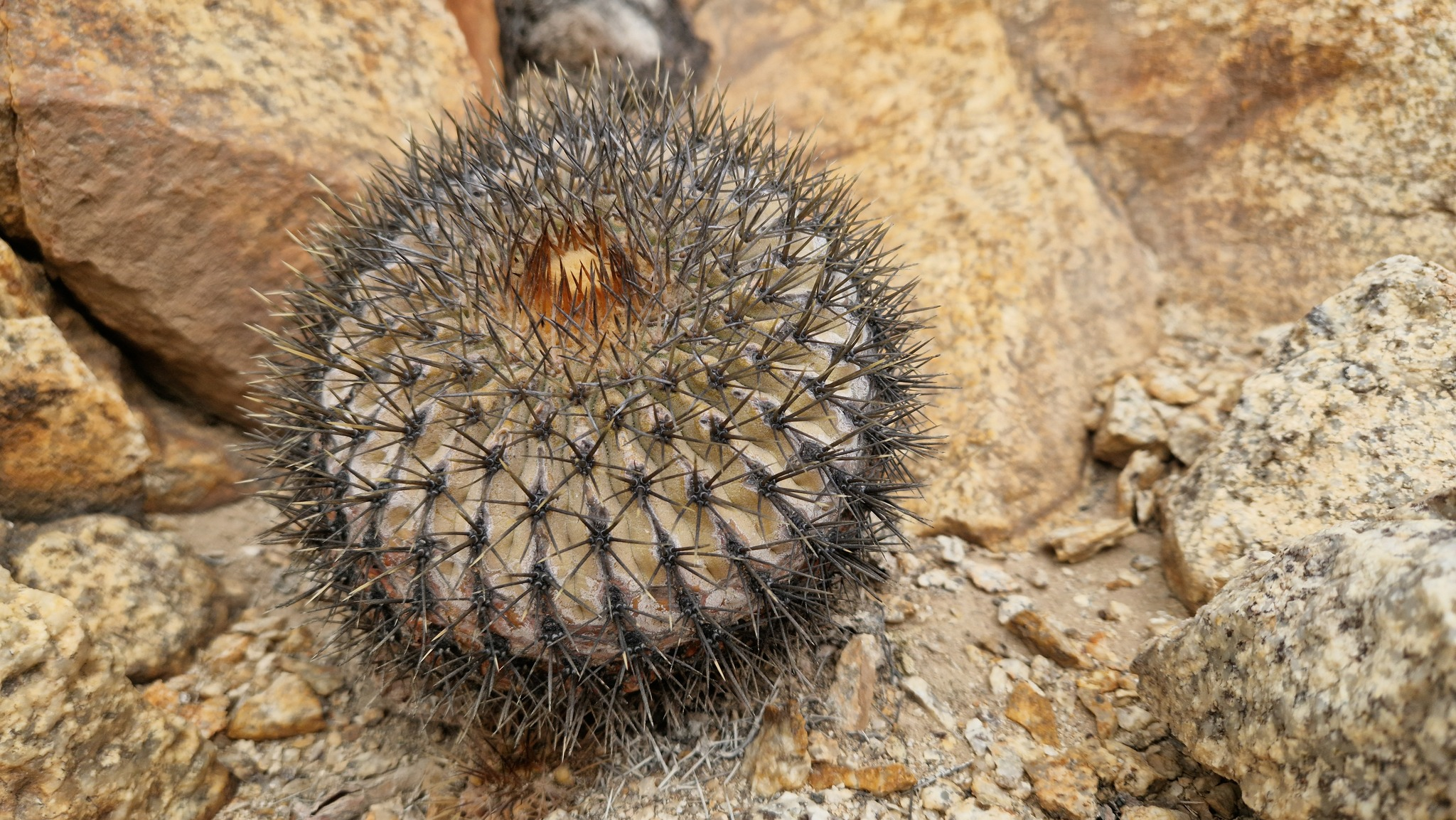
Detalle de las espinas

Presentan de 18 a 23 costillas anchas divididas en tubérculos pronunciados y tienen surcos ondulados entre ellas. Sobre éstas se asientan areolas circulares, que aunque inicialmente son de color amarillento pálido, con el tiempo se tornan grises. Tienen espinas rectas y aciculares, que aunque inicialmente son de color marrón claro o ámbar, más tarde se vuelven de color gris. Entre ellas se distinguen de 1 a 4 espinas centrales de 1 a 2 cm de largo, y de 6 a 8 espinas radiales de 1 a 1,5 cm de largo.
Las flores son de color amarillo y fragantes (desprenden olor). Crecen en el ápice de los tallos y miden de 2,5 a 3 cm de largo. Tienen los tépalos internos con la punta redondeada y de color amarillo pálido, y los tépalos externos con una nervadura central rojiza. 

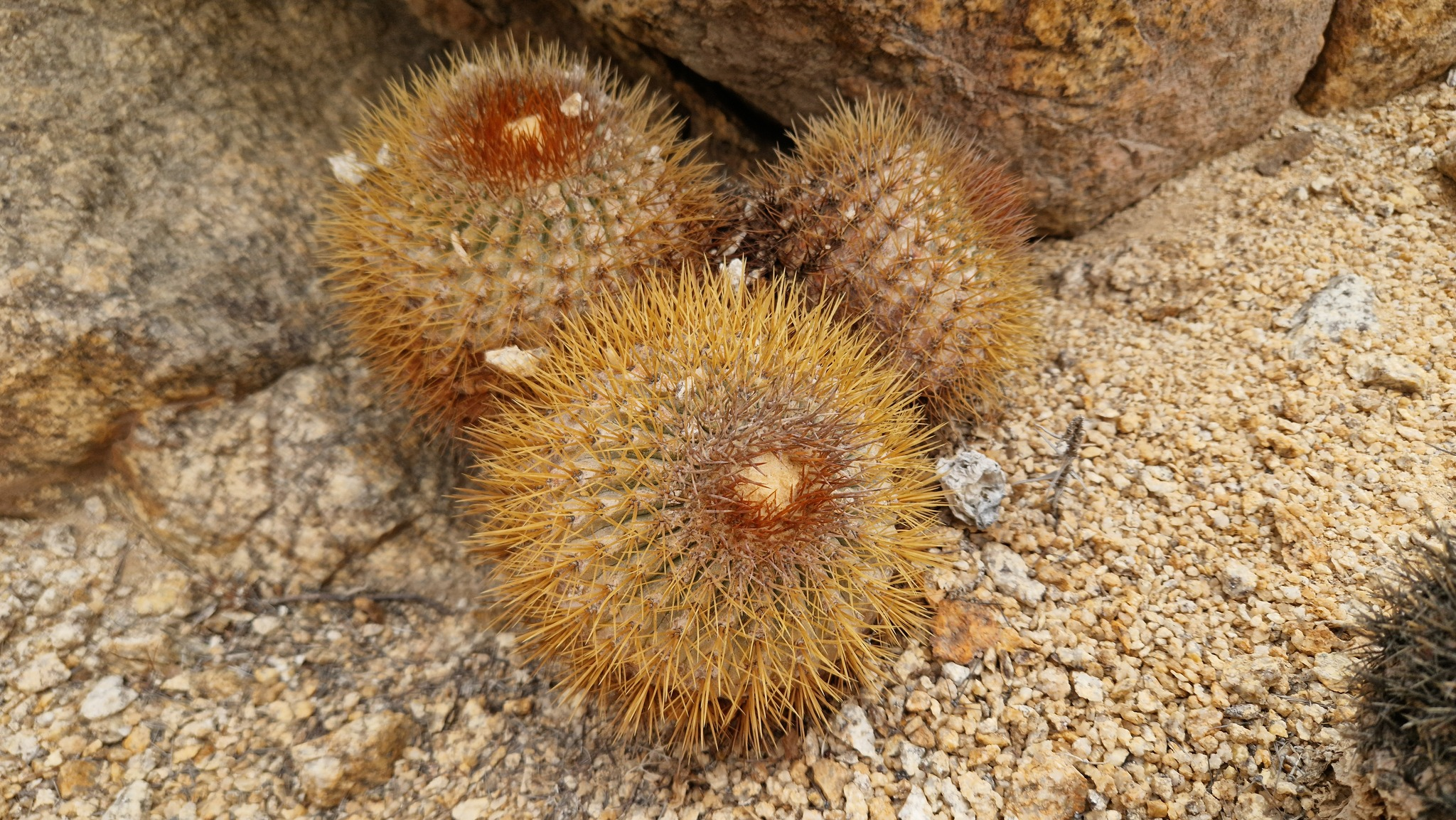
Espinas iniciales de color ámbar

El fruto está cubierto con escamas triangulares, mide de 1,2 a 1,5 cm de diámetro y es de color verde rojizo a rojo o salmón cafesoso. En su interior contiene semillas de 1 mm de largo y 0,6 mm de diámetro.

## Distribución y hábitat
El área de distribución nativa de esta especie es el norte de Chile (concretamente desde el suroeste de la región de Antofagasta hasta el noroeste del desierto de Atacama) y crece principalmente en biomas desérticos o de matorral seco, desde la costa hasta los 500 m de altitud. 

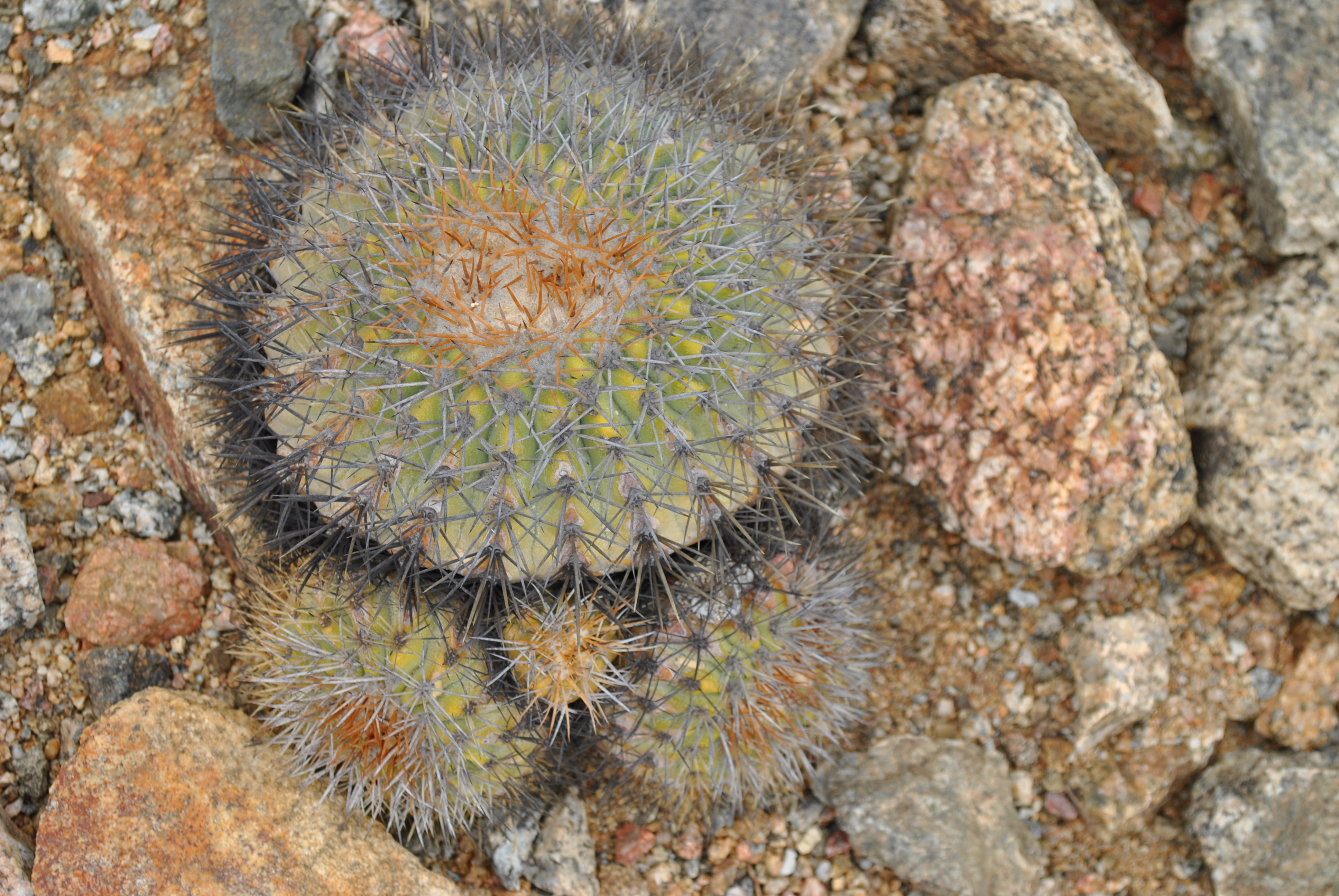
En su hábitat

Se desarrolla sobre terrazas marinas, casi siempre en la base de las rocas, en suelos de arena y grava. También crece encima de cerros y en laderas de exposición sur, y aparece de forma aislada o en asociación con Eulychnia iquiquensis y Copiapoa cinerascens.

## Taxonomía
Copiapoa serpentisulcata fue descrita por el botánico alemán Friedrich Ritter y publicada por primera vez en la revista científica Cactus (Paris) 15 (66): 22 en el año 1960.

Etimología
- Copiapoa: nombre genérico que hace referencia a la ciudad de Copiapó, ubicada en el desierto de Atacama, lugar donde se encuentran la mayoría de las especies de este género.
- serpentisulcata: epíteto específico que deriva de las palabras latinas serpens (que significa "serpiente"), y sulcus (que significa "surco" o "hendidura"), haciendo referencia a los surcos serpenteantes u ondulados presentes entre las costillas de la especie.[4]

## Estado de conservación
En la Lista Roja de Especies Amenazadas de la UICN, la especie está clasificada como “En Peligro (EN)”.
Las principales amenazas que sufre la especie se deben a la recolección ilegal y las sequías prolongadas que resultan de la reducción de la duración de la temporada de camanchaca (niebla costera) debido al cambio climático, ya que esta niebla es la principal fuente de agua para estas plantas. Además se ven afectados por la minería y las perturbaciones causadas por vehículos todoterreno y el turismo.

## Usos
Se cultiva principalmente como planta ornamental y su propagación se realiza a través de esquejes o semillas.